# Chiesa di San Gregorio Magno (San Gregorio Magno)
La chiesa di San Gregorio Magno è la chiesa madre del comune di San Gregorio Magno, sita nella piazza omonima. Si tratta probabilmente dell'edificio di culto più vecchio della città.

## Storia
Questa chiesa fu inaugurata nel 1630, come riporta un'iscrizione in marmo all'interno della chiesa. La leggenda narra che fu costruita per opera del Papa Gregorio I quarant'anni prima, trovatosi di passaggio in queste zone. Il campanile che affianca la chiesa fu costruito in seguito grazie a una donazione della famiglia Iuzzolino, la più potente del paese. Durante il terremoto del 1980 il tetto della chiesa fu raso al suolo. Secondo un'iscrizione posta all'esterno della chiesa, il santo Gerardo Maiella ebbe uno sbocco di sangue proprio davanti all'altare maggiore mentre pregava.
Per entrare in chiesa ci sono tre porte, due laterali e il portone centrale. La chiesa è suddivisa in tre navate, alla fine dell navata centrale si può trovare l'altare maggiore dove alle sue spalle c'è la nicchia dove è conservata la statua di San Gregorio Magno. Nella chiesa sono presenti oltre all'altare maggiore, dieci altari ognuno dedicato a un santo/a. Entrando dal portone sulla navata di destra sono conservate alcune reliquie di San Concordio martire, un corpo santo o martire delle catacombe. Nella chiesa è presente una cantoria posta in alto di fronte l'altare maggiore. Sul finire della navata di sinistra si trova la sacrestia dove sono conservati gli abiti per le celebrazioni liturgiche. Nella chiesa è presente una cripta molto ampia per accogliere  fedeli.
Nella chiesa sono conservate altre reliquie di San Camillo, San Felice, San Gerardo Maiella, San Gregorio Papa.
Il campanile è di stile romano ed è posto lateralmente alla chiesa, al suo interno ci sono 5 campane.